# 23165 Kakinchan
23165 Kakinchan è un asteroide della fascia principale. Scoperto nel 2000, presenta un'orbita caratterizzata da un semiasse maggiore pari a 2,6530493 UA e da un'eccentricità di 0,1346188, inclinata di 2,09753° rispetto all'eclittica.